# Harald Häuser

Harald Häuser (2015)

Harald Häuser (* 3. Februar 1957 in Marburg) ist ein deutscher Künstler, Illustrator, Verleger und Kurator.

## Leben
Häuser wuchs am Bodensee und Paris auf. In den Jahren von 1977 bis 1978 studierte er Politologie, Literaturwissenschaft und Linguistik an der Universität Konstanz und von 1978 bis 1983 Malerei bei Per Kirkeby an der Staatlichen Akademie der Bildenden Künste Karlsruhe.
1979 gründete er die Künstlergruppe „Kriegfried“ (unter anderen mit Wolf Pehlke, Heinz Pelz und Ralf Scherrer).
Im Jahre 1983 nahm er an der Ausstellung „Germinations“ im Museum Fridericianum in Kassel teil. Seit 1984 wird seine künstlerische Arbeit durch seine spätere Ehefrau und Assistentin Gudrun Martha Hintz (Heirat 1989) im Atelier unterstützt.

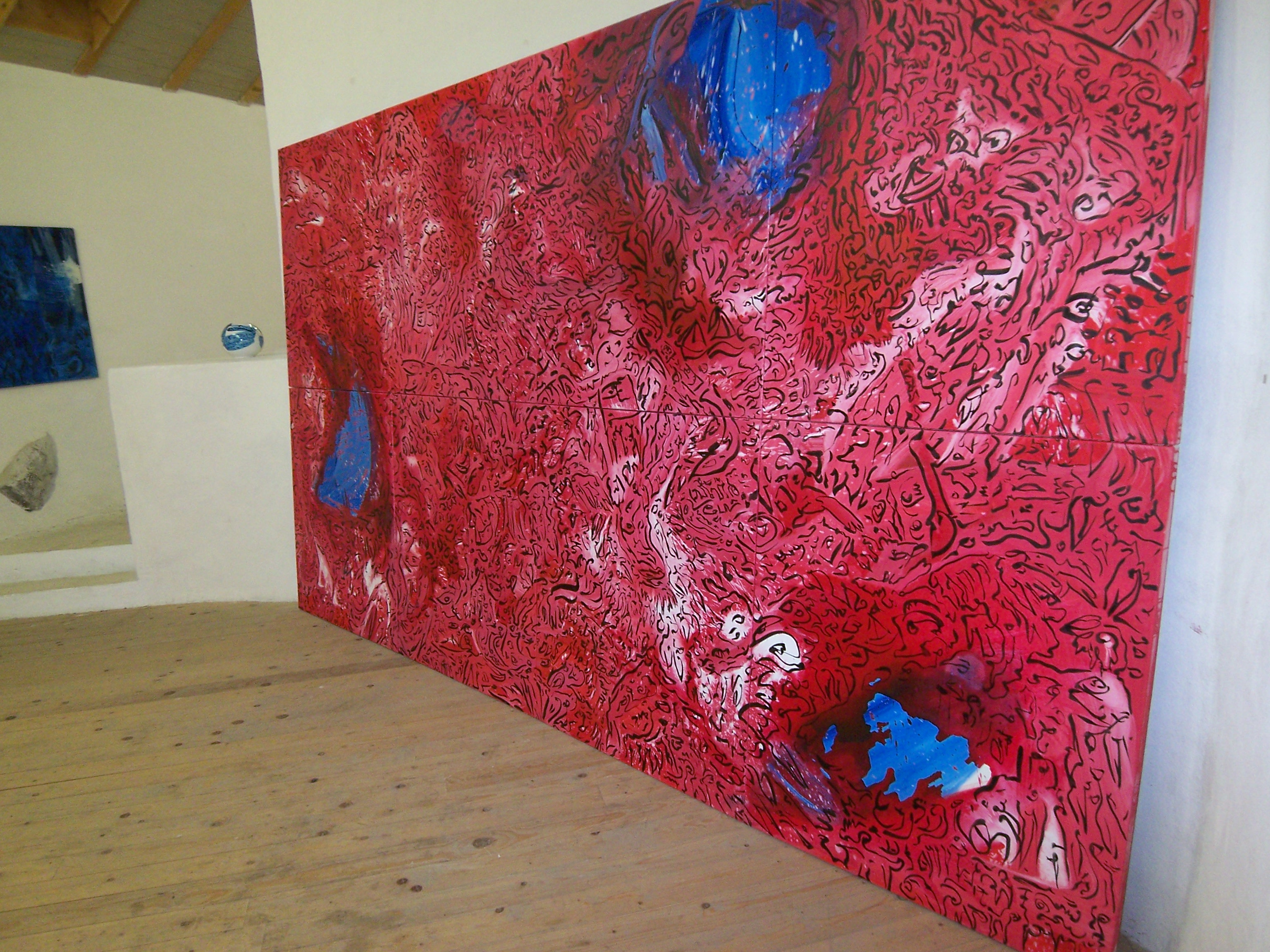
„The birth of language“ Retrospektive im Schloss Randegg 2007

Im Jahre 1987 erhielt er den „Key to the city“, Savannah/Georgia, USA. 1989 hielt er Gastvorlesungen am Savannah College of Art and Design, USA. Im Jahre 1994 arbeitete er im Gastatelier des Künstlerhauses der Stadt Salzburg. Seit 1997 Zusammenarbeit mit der Staatlichen Majolika-Manufaktur Karlsruhe. 1999 organisierte er eine Einzelausstellung von Abderrazak Sahli im Marburger Museum. 2004 und 2016 wurde er zur Teilnahme an der Biennale für Kalligraphie in Sharjah, Emirate, eingeladen. 2006 Gründung der Martha Fine Arts Edition. 2007 fand eine Retrospektive zum 50. Geburtstag des Künstlers „The birth of language“ im Schloss Randegg statt. „Love letters“, 1974–2022, Malerei, Zeichnung, Keramik, Bronze - Werke aus fünf Jahrzehnten, Retrospektive in der Städtischen Galerie Speyer.
Von 1987 bis 2012 arbeitete er regelmäßig auch in Savannah/Georgia/USA und in Paris. Von 2009 bis 2019 entstehen seine Fayencen auch in Portugal. Er führte Projekte mit den Goethe-Instituten in Atlanta, Colombo, Paris und Tunis durch.

## Einzelausstellungen (Auswahl bis 1999)
- 1982 Badischer Kunstverein, Karlsruhe
- 1983 Engelhornstiftung, München
- 1986 Wilhelmshöhe, Karlsruhe/Ettlingen
- 1987 Kunstverein Marburg
- 1988 Kunstverein Savannah/Georgia
- 1989 Timothy Tew Gallery, Atlanta
- 1990 Bilder 1980–1990, Städtisches Bodensee-Museum, Friedrichshafen (auch 1991: Universitätsmuseum für bildende Kunst, Marburg)[3]
- 1992 Goethe-Institut Atlanta
- 1993 Oberhessisches Museum Gießen
- 1994 Deutsche Botschaft Paris
- 1994 Städtische Sammlungen Schweinfurt
- 1995 Städtisches Museum St. Paul-de-Vence
- 1996 Galerie Arts Multiples, Metz
- 1997 Deutsches Kulturinstitut, Tunis
- 1998 Maison de la Sarre, Paris
- 1999 Deutsches Haus, New York

## Werke in öffentlichen Sammlungen (Auswahl)
- ZKM Karlsruhe - Museum für Neue Kunst
- Museum Schweinfurt
- Museum für Kunst und Kulturgeschichte Marburg
- Museum Friedrichshafen
- Museum Sharjah, U.A.E.
- Museum Gießen
- Badisches Landesmuseum Karlsruhe
- EADS astrium, Friedrichshafen
- Städtische Galerie Karlsruhe
- Universitätsbibliothek, Frankfurt
- Goetheinstitut Tunis und Los Angeles
- Museum für aktuelle Kunst – Sammlung Hurrle
- Grassi Museum, Leipzig
- Staatliche Graphische Sammlung München – Pinakothek der Moderne
- Max-Planck-Institut für Hirnforschung - Frankfurt
- Albertina Wien (Grafik-Edition „Gott sei mein Nebel“ Sophie Reyer/Harald Häuser)
- Sammlung der OEW

## Auszeichnungen
Im Oktober 2024 wurde Häuser als einer der Preisträger mit dem Otto-Ubbelohde-Preis ausgezeichnet. Die Verleihung erfolgt durch den Landkreis Marburg-Biedenkopf als Stifter.